# Höstmanöver (operett)
Höstmanöver (tyska: Ein Herbstmanöver) är en operett i tre akter med musik av Emmerich Kálmán och med libretto av Robert Bodanzky. 

## Historia
Vägen till operetten gick för Kálmáns del via några kabaretvisor, som blev mycket populära. Han hade turen att hitta två utmärkta librettister i Károly Bakonyi och Andor Gábor. De skrev en textbok med handlingen förlagd till ett ungerskt slott, som blir högkvarter under en militär höstmanöver. Innehållet med en rik änka och en överstelöjtnant hade märkbara likheter med Franz Lehárs operett Glada änkan. Verket hade premiär i Budapest den 22 februari 1908 med den ungerska titeln Tatárjárás. Den blev så framgångsrik att den lockade teaterdirektörerna Karczag och Wallner från Theater an der Wien att komma och titta på nyheten. De tog med sig kompositören Leo Fall som smakråd. Fall blev så entusiastisk att teaterdirektörerna omedelbart slog till och lät Robert Bodanzky översätta verket till tyska. Med den tyska titeln Ein Herbstmanöver hade verket premiär på Theater an der Wien i Wien den 22 januari 1909. Kálmán följde med för att övervaka utformningen av den österrikiska versionen och den blev så framgångsrik att han beslöt sig för att bosätta sig i Wien.
Ein Herbstmanöver spelades snart i alla delar av världen. I New York döptes den till The Gay Hussars och blev där en riktig långkörare. Operetten uppfördes också i London, Köpenhamn (där Kálmán själv dirigerade premiären), Genua, Marseille, Prag och den hittade till och med vägen ända till Australien.
Verket var ofta spelad i tysktalande länder under några år innan det gradvis fördrevs från repertoaren av andra större operetter. Liksom alla verk av Emmerich Kálmán förbjöds det under nazistiden. Även efter kriget levde verket en skuggig tillvaro. Det spelades sällan eller aldrig. Det har bara nyligen upplevt en renässans. År 2017 spelades det i Giessen.

### Svenska uppsättningar
Den 1 september 1909 (mitt under pågående storstrejk) öppnade teatermannen Albert Ranft Oscarsteaterns höstsäsong med Höstmanöver, där Carl Barcklind, Emma Meissner (i en byxroll) och Rosa Grünberg spelade huvudrollerna. Samma höst drog Sigrid Eklöf-Trobäcks operettsällskap ut på turné med Kálmáns debutoperett. Bland koristerna fanns en 18-årig sångare som hette Ragnar Johansson, men som senare blev betydligt mer känd under namnet Ernst Rolf.

## Personer
| Roller                       | Röststämma | Premiärbesättning 22 februari 1908 (Dirigent: - ) |
| ---------------------------- | ---------- | ------------------------------------------------- |
| Baronessan Risa              | sopran     |                                                   |
| Löjtnant Elekes              | tenor      |                                                   |
| Överstelöjtnant von Lörenthy | tenor      |                                                   |
| Ryttmästare von Emmerich     | tenor      |                                                   |
| Treszka                      | sopran     |                                                   |

## Handling
För länge sedan var baronessan Risa och Lörenthy älskande. Vid den tiden var Lörenthy också ägare till ett slott. Förhållandet bröts och Risa gifte sig meden rik rival till Lörenthy. Denna rival tog bort inte bara hans fru utan också hans slott. Inte undra på att Loerthy blev bitter. Han gick med i armén och blev överstelöjtnant. Några år senare pågår en manöver precis nära slottet. Bland många andra deltar Lörenthy i denna militära övning. Risa, som nu blivit änka, bor i själva slottet. Lörenthy, fortfarande bitter, vägrar att komma in i slottet. Samtidigt blir Treszka, fältmarskalkens dotter, kär i Lörenthy. Genom att göra det ignorerar hon uppvaktningen från en ung löjtnant Elekes.
Omständigheterna tvingar Lörenthy att ta sin tillflykt till slottet. Han blir förälskad i Risa på nytt, som uppmanar honom att desertera och stanna hos henne. Båda vet att detta kommer att innebära slutet på hans militära karriär. Ännu värre är att fältmarskalken kräver hårda straff. Men han kan få att ändra sig genom att övertala Risa och Treszka. Han minskar straffet till 24 timmars arrest. Då är Lörenthy fri för Risa. Samtidigt ägnar sig Treszka, som nu måste inse att hon inte har några chanser med Lörenthy, åt sin beundrare Elekes. Till slut, i den klassiska operettraditionen, hittar de två paren varandra och ingenting står i vägen för ett lyckligt slut.